# RCO Agde
Racing Club Olympique Agathois – francuski klub piłkarski z siedzibą w Agde.

## Historia
Klub został założony w 1904 jako Racing Club Agathois (RC Agde), a w 1999 połączył się z Football Olympique Agathois, tworząc Racing Club Olympique Agathois (RCO Agde). 
W swojej historii przez jeden sezon występował w trzeciej lidze (w edycji 1992/1993 w grupie Centre-Ouest), spadł wówczas jednak do czwartej ligi.

## Reprezentanci kraju grający w klubie
stan na listopad 2023
|  | - Rodrigue Akpakoun - Raymond Cicci - Morgan Jean-Pierre - Benhamadi Ybnou Charaf - Yacine Saandi |  | - Odilon Koubemba - Rodrigue César - Lamine Sané - Affo Erassa |